# Itapé (kommun)
Itapé är en kommun i Brasilien.   Den ligger i delstaten Bahia, i den östra delen av landet, 900 km öster om huvudstaden Brasília. Antalet invånare är 10 986.
Omgivningarna runt Itapé är en mosaik av jordbruksmark och naturlig växtlighet. Runt Itapé är det ganska glesbefolkat, med 31 invånare per kvadratkilometer.